# Aeruginospora
Aeruginospora is een geslacht van schimmels behorend tot de familie Hygrophoraceae. De typesoort is Aeruginospora singularis. Het werd vroeger in de familie Tricholomataceae geplaatst, maar het werd verplaatst naar de Hygrophoraceae in een  overzicht van de familie op basis van zijn morfologische gelijkenis met Chrysomphalina en vooral Haasiella. Het geslacht, beschreven door Franz Xaver Rudolf von Höhnel in 1908, bevat momenteel twee soorten die voorkomen in Nieuw-Zeeland en Indonesië. Zes soorten die voorheen in Aeruginospora waren geplaatst (A. foetens, A. hiemalis, A. hymenocephala, A. microspora, A. paupertina en A. schulzeri) werden overgebracht naar het geslacht Camarophyllopsis. A. furfuracea hoort misschien ook thuis in Camarophyllopsis, maar is nog niet opnieuw onderzocht.

## Soorten
Volgens Index Fungorum telt het geslacht een soort (peildatum mei 2023):
| Soortnaam                | Auteur(s) | Publicatiejaar |
| ------------------------ | --------- | -------------- |
| Aeruginospora singularis | Höhn.     | 1908           |